# テルティ
テルティ（イタリア語: Telti）は、イタリア共和国サルデーニャ自治州サッサリ県にある、人口約2,300人の基礎自治体（コムーネ）。

## 地理

### 位置・広がり

#### 隣接コムーネ
隣接するコムーネは以下の通り。
- カランジャーヌス
- モンティ
- オルビア
- サンタントーニオ・ディ・ガッルーラ